# Divas Wanted
 (janvier 2024).
Si vous disposez d'ouvrages ou d'articles de référence ou si vous connaissez des sites web de qualité traitant du thème abordé ici, merci de compléter l'article en donnant les références utiles à sa vérifiabilité et en les liant à la section « Notes et références ».
Albums de Jeanne Mas
7 nights Bleu Citron
Singles
Divas Wanted est le treizième album studio de Jeanne Mas sorti en 2010. 

## Titres
| 1.  | Un Air D'Argentine (Reloaded)  | Jeanne Mas | 4:09 |
| 2.  | Sans Toi (Reloaded)            | Jeanne Mas | 4:01 |
| 3.  | Don't Play (Reloaded)          | Jeanne Mas | 5:21 |
| 4.  | Come To Los Angeles (Reloaded) | Jeanne Mas | 3:19 |
| 5.  | Summer Day (Reloaded)          | Jeanne Mas | 4:47 |
| 6.  | Mas Alli Mas Alla (Reloaded)   | Jeanne Mas | 4:47 |
| 7.  | Hoop Hoop (Reloaded)           | Jeanne Mas | 4:15 |
| 8.  | My Paris Latino (Reloaded)     | Jeanne Mas | 4:04 |
| 9.  | Year Year Year (Reloaded)      | Jeanne Mas | 4:23 |
| 10. | Don't Give Up (Reloaded)       | Jeanne Mas | 4:09 |
| 11. | C'est Interdit (Reloaded)      | Jeanne Mas | 2:58 |
| 12. | On The Web (Reloaded)          | Jeanne Mas | 6:12 |

| 1.  | The Missing Flowers (Reloaded)                     | Jeanne Mas | 4:13 |
| 2.  | Amor De Papel (Reloaded)                           | Jeanne Mas | 5:06 |
| 3.  | Someday                                            | Jeanne Mas | 4:43 |
| 4.  | It Could Be                                        | Jeanne Mas | 4:17 |
| 5.  | Si Long Trop Court                                 | Jeanne Mas | 4:18 |
| 6.  | Les Parisiennes                                    | Jeanne Mas | 4:18 |
| 7.  | Because Of You                                     | Jeanne Mas | 3:56 |
| 8.  | Tag                                                | Jeanne Mas | 3:21 |
| 9.  | Solitaris                                          | Jeanne Mas | 4:38 |
| 10. | Hit The Dance                                      | Jeanne Mas | 3:36 |
| 11. | The Flowers Megamix                                | Jeanne Mas | 4:43 |
| 12. | Un Air D'Argentine (Desperate Fag Hags Club Remix) | Jeanne Mas | 5:41 |